# Lena Foljanty
Lena Foljanty (* 1979 in Berlin) ist eine deutsche Rechtswissenschaftlerin.

## Leben
Von 1998 bis 2005 studierte sie Rechtswissenschaften an der Universität Greifswald und an der Humboldt-Universität zu Berlin (erstes juristisches Staatsexamen). Nach der Promotion 2011 an der Goethe-Universität Frankfurt am Main, dem Referendariat (2010–2012) am Landgericht Frankfurt am Main (zweites juristisches Staatsexamen) und der Habilitation 2020 in Frankfurt am Main ist sie seit Oktober 2020 Professorin für Globalisierung und Rechtspluralismus am Institut für Rechts- und Verfassungsgeschichte der Universität Wien.
Ihre Forschungsschwerpunkte sind Rechtsgeschichte der Globalisierung, insbesondere kulturelle Übersetzungsprozesse, juristische Zeitgeschichte, insbesondere Nationalsozialismus und seine Nachgeschichte, Geschichte der Rechtstheorie, der juristischen Methoden und der Rechtspraxis sowie Legal Gender Studies, Intersektionalität und Critical Race Theory.

## Schriften (Auswahl)
- mit Ulrike Lembke (Hrsg.): Feministische Rechtswissenschaft. Ein Studienbuch. Baden-Baden 2012, ISBN 3-8329-6855-5.
- Recht oder Gesetz. Juristische Identität und Autorität in den Naturrechtsdebatten der Nachkriegszeit. Tübingen 2013, ISBN 978-3-16-152003-7.
- mit David Johst (Hrsg.): Fritz Bauer: Kleine Schriften. Frankfurt am Main 2018, ISBN 978-3-593-50859-7.